# Convoi des 27000
Le convoi du 31 janvier 1944, dit convoi des 27000, est un convoi de répression et de déportation, parti de Compiègne, pour le camp de concentration de femmes de Ravensbrück. Leurs matricules étaient compris entre les numéros 27030 et 27988. C'est le seul convoi de déportation de femmes dont la liste de transport a été conservée,.

## Histoire
Le 1er février 1944, les femmes sont entassées à 60 par wagon à destination de Ravensbrück, où le train arrive le 3 février. Les femmes sont accueillies par des gardes et des chiens, et sentent une odeur de résine et de sel dans l'air, ce qui leur faire croire qu'elles sont près de la mer.

## Personnalités du convoi
- Suzanne Emmer-Besniée (1885-1973), artiste peintre. Elle a réalisé des dessins à son retour de déportation, entre juillet 1945 et mars 1947[4].
- Denise Dufournier, s'engage dans le réseau Comète en 1942[3]
- Christiane de Cuverville, fille de général elle rejoint la résistance à 17 ans sans le dire à ses parents[3]
- Suzanne Hugounencq[3]
- Odette Fabius, résistante française, rescapée de Ravensbrück.
- Louise Macault, résistante, morte des suites de sa déportation.
- Gisèle Probst, une des rescapées du convoi des 27000. Arrêtée par la Gestapo en octobre 1943, elle reste au camp de Ravensbrück jusqu'au 17 mai 1945[5].
- Marie de Robien (1902-1989), officière de la Légion d'honneur, résistante, déportée à Ravensbrück, puis à Holleischen.
- Geneviève de Gaulle[3]
- des membres du réseau Prosper[3]
- des prostituées[3]
- Émilie Tillion, historienne, mère de Germaine Tillion[3]
- Cecily Lefort, agente du SOE parachutée en France[3]
- Michèle Agniel[3]
- Amanda Stassart[3]
- Renée Metté
- Noëlla Rouget
- Francine Havet, résistante (torturée en France elle ne parlera pas puis sera déportée à Ravensbruck. Atteinte de tuberculose elle sera gazée) et sa mère qui survivra.
- Jeanine Morisse, résistante, dite "Niquou"